# Christophe Frionnet
Christophe Frionnet est un compositeur et poète français, né en 1968 à Chatou.
Il a travaillé la composition et l'analyse musicale auprès de Philippe Leroux et Claude Ballif, à Nanterre et à Sevran. Il a ensuite parfait sa formation avec Paul Méfano, Michaël Levinas et Jacques Charpentier au Conservatoire national supérieur de musique de Paris où il a obtenu ses prix en 1999. Il est l'auteur d'une quarantaine de pièces, essentiellement de musique de chambre, qui explorent une certaine poétique de la musique.

## Œuvres principales
- Souvenirs-Projection, op. 23, pour flûte et clarinette
- De même que l'étrangeté, op. 26, pour octuor
- Cet Ailleurs clément qui nous héberge tous, op. 28, pour alto, clarinette et piano
- Israfel, op. 29, pour 12 voix mixtes
- La Monotonie du doute, op. 35, pour harpe et trio à cordes

Un recueil de ses poèmes, Les objets cocasses, est publié aux éditions Delatour.

## Discographie
- Œuvres pour piano par Martine Vialatte et Jérémie Favreau, collection du Festival international Albert-Roussel, 2020, CIAR Classics 001

- Notices d'autorité :   - VIAF
  - ISNI
  - BnF (données)
  - IdRef
  - LCCN
  - WorldCat
- Site personnel